# ساوث بنک، یورک‌شر شمالی
ساوث بنک (به انگلیسی: South Bank) یک روستا در بریتانیا است که در انگلستان واقع شده‌است. ساوث بنک ۶٬۵۴۸ نفر جمعیت دارد.

## خواهرخوانده
شهر ترویزدورف خواهرخواندهٔ ساوث بنک، یورک‌شر شمالی هست.